# Сантяго (регион)
Вижте пояснителната страница за други значения на Сантяго.
Сантяго (на испански: Región Metropolitana de Santiago) е един от 15-те региона на южноамериканската държава Чили. Регионът е разположен в централната част на страната и е единственият регион на Чили, който няма излаз на Тихия океан. Населението е 7 112 808 жители (по преброяване от април 2017 г.), а общата му площ – 15 403,20 км². Столицата му е град Сантяго, който е и националната столица. Основана е през 12 февруари 1541 година. Столицата е икономически и културен център на страната. Център на града е площад Пласа де Армас (Площад на оръжията).